# Соловьёв, Анатолий Васильевич (партийный деятель)
Анатолий Васильевич Соловьёв — советский хозяйственный, государственный и политический деятель.

## Биография
Родился в 1906 году в селе Подлесово Нижегородской губернии. Член ВКП(б) с 1926 года.
С 1922 года — на хозяйственной, общественной и политической работе. В 1922—1944 гг. — секретарь комсомольской ячейки села Подлесово, комсомольский работник в Нижегородской губернии, первый секретарь Удмуртского обкома ВЛКСМ, ответственный секретарь Ижевского городского и районного комитета ВКП(б), первый секретарь Ижевского городского комитета ВКП(б), заместитель председателя Совета народных комиссаров Удмуртской АССР.
Избирался депутатом Верховного Совета РСФСР 1-го созыва.